# Марія де Куртене
Марія де Куртене (бл. 1204 — 1228) — нікейська імператриця.

## Життєпис
Походила з французького аристократичного роду Куртене, спорідненого з династією Капетингів. Шоста донька П'єра II, імператора Латинської імперії, та Іоланди де Ено.
У 1216 році батька Марії було обрано імператором Латинської імперії й той разом з родиною відправився до Константинополя. Втім, самого П'єра II на шляху до місця захопив Феодор Комнін Дука, деспот Епіру, але Марія разом з матір'ю та іншими сестрами і братами добралася до Константинополя.
Наприкінці 1217 або на початку 1218 року було влаштовано шлюб Марії з Феодором I, імператором Нікеї, чим Іоланда де Ено, що стала фактичною правителькою Латинської імперії, намагалася стримувати наступ на межі своєї держави. Втім, у 1220 році чоловік Марії розпочав підготовку до наступу на Латинську імперію. За цих обставин імператриця Марія виступила посередницею, завдяки чому 1221 року було укладено мирний договір між обома імперіями.
У 1222 році помирає Феодор I. Деякий час була регентшею Нікейської імперії, але владу швидко перейняв Іоанн Дука Ватац. Тому імператриця повернулася до Константинополя. У 1228 році стає регенткою при молодшому братові Бодуену II, який стає імператором Латинської імперії. Проте у вересні того ж року Марія раптово помирає.